# فهرست برنامه‌های آفیس مایکروسافت
مایکروسافت آفیس یک مجموعه از برنامه‌های مرتبط و کاربردیِ دسکتاپ، سِروِر و خدمات است که در مجموع به‌عنوان یک مجموعه برای سیستم عامل‌های ویندوز مایکروسافت و مک استفاده می‌شود.
این فهرست شامل تمام برنامه‌هایی است که از ابتدا در مایکروسافت آفیس بوده یا اضافه شده‌اند.

## برنامه‌های کاربردی آفیس
| نام محصول               | نرم‌افزار دسکتاپ | خدمات آنلاین | نرم‌افزار تلفن همراه |
| ----------------------- | --------------- | ------------ | ------------------- |
| اکسس                    | آری             | نه           | نه                  |
| اکسل                    | آری             | آری          | آری                 |
| وان‌نوت                  | آری             | آری          | آری                 |
| چشم انداز               | آری             | آری          | آری                 |
| پاورپوینت               | آری             | آری          | آری                 |
| پروژه                   | آری             | آری          | نه                  |
| ناشر                    | آری             | نه           | نه                  |
| ویزیو                   | آری             | آری          | Yes                 |
| وان‌درایو برای کسب و کار | آری             | آری          | آری                 |
| اسوی                    | نه              | آری          | نه                  |
| وُرد                     | آری             | آری          | آری                 |
| اشکال                   | نه              | آری          | نه                  |
| رزرو                    | نه              | آری          | آری                 |
| کلاس درس                | نه              | آری          | نه                  |
| Docs.com                | نه              | آری          | نه                  |
| کاوش                    | نه              | آری          | آری                 |
| جریان                   | نه              | آری          | آری                 |
| اشکال                   | نه              | آری          | نه                  |
| GroupMe                 | نه              | آری          | آری                 |
| MyAnalytics             | نه              | آری          | نه                  |
| دفتر آنلاین             | نه              | آری          | نه                  |
| وان‌درایو                | آری             | آری          | آری                 |
| اوت‌لوک                  | نه              | آری          | نه                  |
| برنامه‌ریز               | نه              | آری          | آری                 |
| مایکروسافت PowerApps    | نه              | آری          | آری                 |
| مایکروسافت در جریان     | نه              | آری          | نه                  |
| مایکروسافت تیم‌های       | آری             | آری          | آری                 |
| مایکروسافت به انجام     | آری             | آری          | آری                 |
| اسکایپ برای وبگاه       | نه              | آری          | نه                  |

## برنامه‌های کاربردیِ سِروِر
- مایکروسافت اکسچنج سرور
  - چشم‌انداز در وب
- مایکروسافت پروجکت سِروِر
- Office Web Apps Server
- شیرپوینت
  - اکسل و خدمات
  - فرم‌های اینفوپَس و خدمات
- اسکایپ برای کسب و کار سِروِر

## برنامه‌های متوقف‌شده
- مایکروسافت بند
- Microsoft Clip Organizer
- مایکروسافت تجزیه و تحلیل داده‌ها
- مایکروسافت همراهان
- Microsoft Equation Editor
- مایکروسافت، ارز مشتری
- مایکروسافت فرانت پیج
- مایکروسافت اینفوپَس
- مایکروسافت اتصال
- ایمیل مایکروسافت
- Microsoft MapPoint
- مایکروسافت ریاضیات (که قبلاً Microsoft Math)
- Microsoft Office Accounting
- Microsoft Office Document Imaging
- Microsoft Office Document Scanning
- Microsoft Office Live
- Microsoft Office Live Meeting
- مایکروسافت آفیس PerformancePoint Server
- Microsoft Office Picture Manager
- Microsoft Office Project Portfolio Server
- Microsoft Outlook Hotmail Connector
- مایکروسافت PhotoDraw
- مایکروسافت ویرایشگر عکس
- مایکروسافت برنامه+
- Microsoft Search Server
- مایکروسافت شیرپوینت طراح
- Microsoft SharePoint Foundation
- Microsoft SharePoint Workspace (که قبلاً Microsoft Office Groove)
- مایکروسافت Vizact
- دفتر دستیار
- دفتر اجزای وب

## فناوری
- پل اطلاعات
- Microsoft Office Open XML
- مایکروسافت آفیس فرمت اکس‌ام‌ال
- برچسب‌های اسمارت
- ویژوال بیسیک برای برنامه‌های کاربردی

## لینک‌های مرتبط
- صفحهٔ مایکروسافت آفیس برای ویندوز
- صفحهٔ مایکروسافت آفیس برای macOS
- مرکز آموزش برای نرم‌افزار مایکروسافت آفیس

1. ↑  Visio iOS application is a viewer only